# فاكوندو ناصيف
فاكوندو ناصيف (بالإسبانية: Facundo Nasif) هو لاعب كرة قدم أرجنتيني في مركز الدفاع، ولد في 10 سبتمبر 1987 في مار دل بلاتا في الأرجنتين. لعب مع C.D. Técnico Universitario ‏.

## وصلات خارجية
- فاكوندو ناصيف على موقع قاعدة بيانات كرة القدم.إي يو (الإنجليزية)
- فاكوندو ناصيف على موقع Soccerway.com (الإنجليزية)